# Stanisław Jaźwiński
Stanisław Teodor Jaźwiński (ur. 30 marca 1907 w Pruszkowie, zm. 2 marca 1998 tamże) – polski metalurg, specjalista w dziedzinie materiałoznawstwa. Profesor Politechniki Warszawskiej.

## Życiorys
W roku 1935 ukończył studia na Wydziale Chemicznym Politechniki Warszawskiej, pozostał na uczelni jako asystent w Instytucie Metalurgii i Metaloznawstwa. W 1937 objął stanowisko kierownika odlewni w Państwowych Zakładach Inżynierii w Czechowicach k. Warszawy. Podczas II wojny światowej znalazł się w Wielkiej Brytanii, od 1941 pracował w zakładach D. Brown & Son w Sheffield, początkowo był kierownikiem stalowni, następnie głównym metalurgiem oraz dyrektorem do spraw badań naukowych. W tym okresie opublikował w Londynie książkę "Technologia stopów żelaza" oraz swoje pierwsze prace naukowe. W 1946 podjął decyzję o wyjeździe do Brazylii, gdzie został radcą rządu do spraw technicznych. Po kilku miesiącach przeniósł się do Stanów Zjednoczonych, gdzie otrzymał ofertę pracy jako metalurg i dyrektor naukowy w fabryce Forda. W późniejszym czasie kilka razy zmieniał miejsce pracy. W 1958 odwiedził Polskę, doktoryzował się wówczas na Akademii Górniczo-Hutniczej w Krakowie. W 1962 Stanisław Jaźwiński podjął decyzję o powrocie do Polski. Podczas swojego szesnastoletniego pobytu w Stanach Zjednoczonych opublikował kilkadziesiąt prac naukowych, opatentował 17 wynalazków, uczestniczył w badaniach naukowych prowadzonych w kilku tamtejszych uniwersytetach, a także był członkiem Akademii Nauk Stanu Pensylwania. Po powrocie do kraju został profesorem nadzwyczajnym w Katedrze Metalurgii Politechniki Częstochowskiej, od 1965 zajmował stanowisko kierownika Katedry Materiałoznawstwa na Wydziale Mechanicznym Energetyki i Lotnictwa Politechniki Warszawskiej. Pięć lat później był organizatorem Międzyresortowego Instytutu Inżynierii Materiałowej.
Dorobek naukowy obejmuje ponad sto publikacji, w tym trzy książki. Ponadto był autorem lub współautorem kilkunastu patentów. 1 stycznia 1978 przeszedł na emeryturę, zmarł 2 marca 1998 i został pochowany na cmentarzu Żbikowskim w Pruszkowie.